# 腫面蜥屬
腫面蜥屬（學名：Oedaleops）是種已滅絕合弓綱動物，是盤龍目始蜥龍科的一屬。腫面蜥是始蜥龍的近親，牠們可能以昆蟲為食。
目前已發現三個個體的頭顱骨碎片、一些四肢骨頭，出土於美國新墨西哥州的Abo Cutter組地層，地質年代為二疊紀早期的薩克馬爾階。這些化石都被命名為Oedaleops campi，屬名意為「臃腫的面孔」。

## 外部連結
- www.palaeos.com
- www.kheper.net
- gatito.valdosta.edu